# (466657) 2014 WM80
(466657) 2014 WM80 es un asteroide perteneciente al cinturón de asteroides, descubierto el 15 de diciembre de 2007 por el equipo Spacewatch desde el Observatorio Nacional de Kitt Peak (Arizona, Estados Unidos).